# Kovács Vanda
Kovács Vanda (Gyula, 1971. június 13. –) magyar színésznő. Kovács Lajos színész lánya.

## Élete és pályafutása
1996-ban végzett a Színház- és Filmművészeti Főiskolán. 
1989 óta a Miskolci Nemzeti Színházban játszik, 2001 és 2003 között a budapesti Bárka Színház tagja. 2004 és 2012 között a Vidám Színpad, a mai Centrál Színház színésznője, 2012-től szabadúszó volt, majd a dunaújvárosi Bartók Kamaraszínház tagja.

## Színpadi szerepei
| - Móricz Zsigmond: Nem élhetek muzsikaszó nélkül....Biri - Csehov: Sirály....Cseléd - Carlo Gozzi: A szarvaskirály....Clarice - Weöres Sándor: Holdbéli csónakos - William Shakespeare: Vízkereszt, vagy amit akartok....Viola, nemeslány - Woody Allen: Semmi pánik....Szultána - Carlo Goldoni: A fogadósnő....Ortenzia - Shakespeare: A velencei kalmár....Portia - Neil Simon: Furcsa pár....Renee - Eisemann Mihály–Zágon István–Somogyi Gyula: Fekete Péter....Marie - Brian Clark: Mégis, kinek az élete?....Dr. Rebecca Bar - Shakespeare: Othello....Bianca - Muszty Bea: MacVedel, a kalózkísértet....Orsi - Ödön von Horváth: Mesél a bécsi erdő....Ida - Csehov: Cseresznyéskert....Dunyasa - Szomory Dezső: Hagyd a nagypapát!....berta - Schiller: Ármány és szerelem....Lujza - Shakespeare: Ahogy tetszik....Célia - Thornton Wilder: Hello, Dolly....Minnie Fay | - Joseph Stein: Hegedűs a háztetőn....Hódel - Eisemann Mihály: Fiatalság bolondság....Babszi - Shakespeare: Szentivánéji álom....Hermia - Csehov: Három nővér....Irina - Leonard Bernstein: West Side Story....Anita - Szirmai Albert: Mágnás Miska....Marcsa - Vörösmarty Mihály: Csongor és Tünde....Tünde - Molnár Ferenc: Az üvegcipő....Irma - Márai Sándor: Kaland....Anna - Shakespeare: A makrancos hölgy....Katalin - Caragiale: Farsang....Puca Mica, a nép leánya - Harold Pinter: Holdfény....Bridget - Barta Lajos: Szerelem....Lujza - Mikó Csaba: Előjáték....Anya - Strindberg: Julie kisasszony....Julie kisasszony - Thomas Mann: Mario és a varázsló....Angiolieriné - Marber: Közelebb....Anna - Baráthy György: Szemfényvesztés....Trude - Goldoni: Mirandolina....Ortenzia - Shakespeare: A velencei kalmár....Portia - Stephen Belber: Meccs....Lisa |

## Filmjei

### Játékfilmek
- Csinibaba (1997)
- Zimmer Feri (1998)
- Az alkímista és a szűz (1999)
- Rinaldó (2003)
- Tüskevár (2004-2012)
- De kik azok a Lumnitzer nővérek? (2006)
- Zimmer Feri 2. (2010)
- Toldi (2019)
- Semmelweis (2023)

### Tévéfilmek
- Szeret, nem szeret (2003)
- Gálvölgyi Show (2005)
- Tűzvonalban (2008-2009)
- Jóban Rosszban (2010)
- Ki/Be Tawaret (2010)
- Fapad (2014)
- Munkaügyek (2014–2015)
- Kossuthkifli (2015)
- Tóth János (2017–2018)
- Apatigris (2021)
- Gólkirályság (2023)
- …a szomszéd tehene (2024)

## Szinkronszerepei
- Mavi szerelme: Safiye Göreçki (Alayça Öztürk)